# Ivan Basso

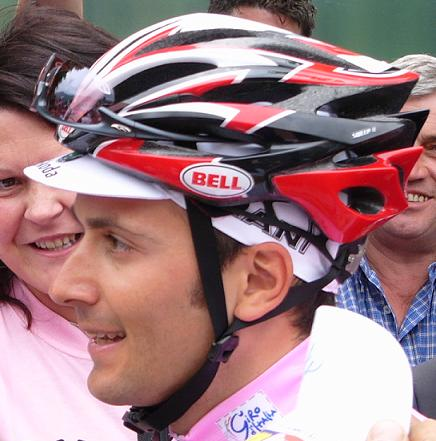
Ivan Basso i Giro d'Italias rosa ledartröja.

Ivan Basso, född 26 november 1977 i Gallarate, Varese, är en italiensk professionell tävlingscyklist. Han har bland annat vunnit Giro d'Italia 2006 och 2010.

## Barndom
Ivan Basso växte upp i en cykelintresserad familj och hans pappa lärde honom att tycka om cykelsporten redan som liten. Redan som sexåring vann han tävlingar i hemområdet. När Basso var yngre tävlade han ofta emot de italienska cyklisterna Giuliano Figueras och Danilo Di Luca. 1993 vann han den italienska juniortävlingen Coppa d’Oro, som bland annat Gianni Bugno och Giuseppe Saronni vunnit tidigare. Ivan Basso slutade två år senare tvåa på juniorvärldsmästerskapens linjelopp, en punktering med 10 kilometer kvar av tävlingen satte stopp för segerchanserna. Efter andraplatsen började han bli sugen på att bli professionell, något som hans föräldrar dock inte ansåg att han var redo för ännu. I stället slutförde han sina studier.

## Karriär

### Riso Scotti-Vinavil
När studierna var klara började Basso träna och tävla mer målinriktat och under säsongen 1998 vann han 11 tävlingar. Han åkte sedan över till Valkenburg, Nederländerna, där världsmästerskapen skulle hållas och där Basso var en av favoriterna till U23-linjeloppet. Basso kom i mål först över mållinjen, framför landsmännen Rinaldo Nocentini och Danilo Di Luca. Segern gav honom ett kontrakt med det professionella stallet Riso Scotti-Vinavil, men innan dess tävlade han under första halvan av 1999 med amatörstallet Zalf, med vilka han hade tävlat under sin skoltid. Han tog fyra segrar med Zalf innan han accepterade att bli professionell med Riso Scotti-Vinavil i maj 1999.
Med Riso Scotti-Vinavil blev en av hans första tävlingar Giro d'Italia. Basso slutförde aldrig tävlingen det året men hade som avsikt att vinna tävlingen en dag.. Han fortsatte att tävla för samma stall under säsongen 2000, som då hade bytt namn till Amica Chips-Tacconi Sport. 2000 tog han sin första seger som professionell när han vann den första etappen, och två dagar senare även ett kort tempolopp, på Regio Tour för att senare sluta som totaltvåa i tävlingen. Under året tävlade han bland annat med de ryska proffscyklisterna Evgeni Berzin och Vjatjeslav Jekimov. Han slutförde också 2000 års Giro d'Italia och slutade på en 52:a plats i sammandraget.

### Fassa Bortolo
Inför säsongen 2001 skrev Basso på för det italienska storlaget Fassa Bortolo, där Giancarlo Ferretti var sportdirektör. Ferretti hade blivit imponerad av Bassos framgångar som amatör. I februari samma år vann Basso en etapp på Mediterranean Tour, men några dagar senare kraschade han och bröt nyckelbenet. Det brutna nyckelbenet gjorde att han var tvungen att resa hem och han missade chansen att vinna etapploppet.
För Fassa Bortolo körde han i 2002 års upplaga av Tour de France till sig den vita ungdomströjan och han slutade på elfte plats i tävlingen. Trots Bassos framgångar var Fassa Bortolo i stor utsträckning uppbyggt för att backa upp en ryttare, spurtaren Alessandro Petacchi, och Basso fick till stor del klara sig själv i bergen utan någon uppbackning från det övriga laget. Ett år tidigare deltog han i tävlingen och attackerade tillsammans med en femmanna-utbrytning på Frankrikes nationaldag, men i en nedförsbacke föll han och var tvungen att avbryta 2001 års upplaga av Tour de France.
Under 2003 års upplaga av Tour de France nådde Basso Paris med endast två lagkamrater, (Marzio Bruseghin och Dario David Cioni). De övriga, inklusive spurtkanonen Petacchi, hade brutit loppet. Basso slutade på sjunde plats i tävlingen och blev den bäst placerade italienaren under tävlingen. På grund av att Giancarlo Ferretti hade satt Dario Frigo som förste ryttare till Giro d'Italia blev Bassos och Ferrettis relation infekterad. Ferretti ansåg att Basso inte vann tillräckligt många tävlingar men efter hans goda resultat i Tour de France 2003 var flera stall intresserade av italienaren.

### Team CSC
Inför säsongen 2004 skrev Basso därför på ett kontrakt med det danska stallet Team CSC, där Bjarne Riis var sportdirektör. Han tog därmed över lagkaptensrollen efter det att Tyler Hamilton hade bytt stall, och målet var att vinna Tour de France. Bassos svaghet som cyklist var tempoloppen och inför säsongen fick han därför lära sig att bättra på sin sittposition under tempoloppen och under de kommande åren blev han bättre och bättre i den disciplinen.

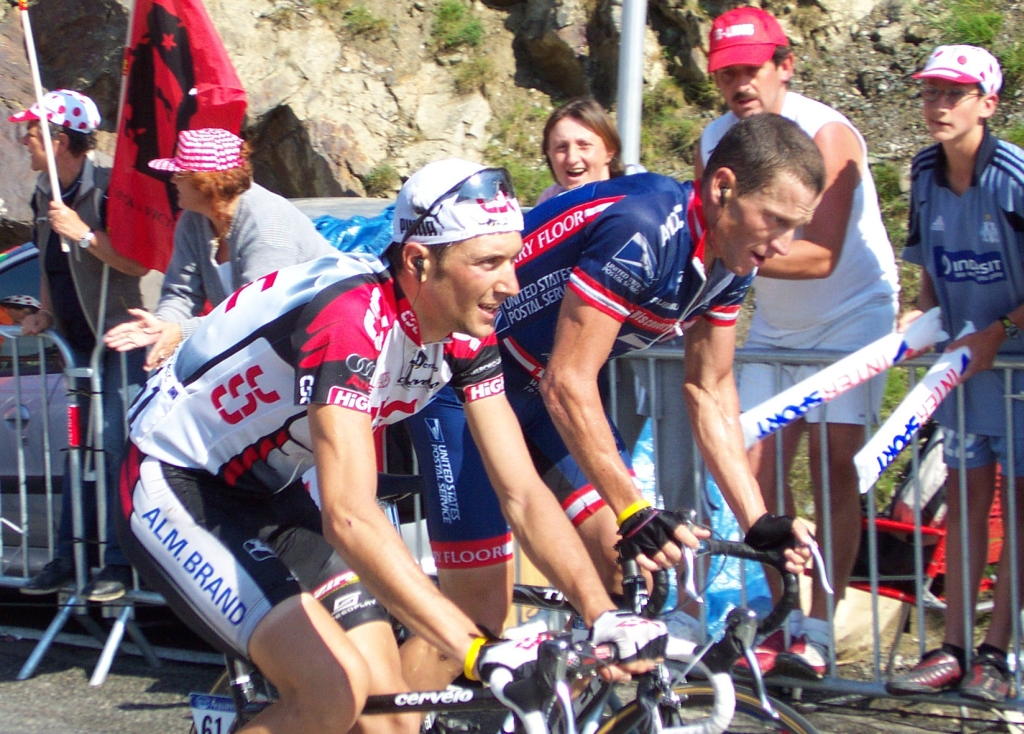
Ivan Basso vann den 12:e etappen till La Mongie under 2004 års upplaga av Tour de France före Lance Armstrong.

Under Tour de France 2004 tog han sin första seger sedan 2001 när han på den första bergsetappen upp till La Mongie visade sin kapacitet som klättrare och vann etappen före Lance Armstrong. Basso blev också tvåa på två etapper och trea totalt i tävlingen. Hans totaltid skadades av svaga tempoloppstider och på den 16:e etappen slutade han på åttonde plats, men blev också passerad av Armstrong under loppet. På tävlingens två tempolopp förlorade han över fem minuter. I sammandraget förlorade han därför mot både ettan Lance Armstrong och tvåan Andreas Klöden.
I slutet av säsongen deltog han i världsmästerskapen i Verona med det italienska laget och han hjälpte Luca Paolini att ta brons i tävlingen. I slutet av säsongen hade Team CSC finansiella problem men Basso stannade kvar i stallet trots att Discovery Channel Pro Cycling Team erbjöd honom ett kontrakt med högre lön.
I januari 2005 avled Bassos mamma i cancer. Under året satsade han på att vinna både Giro d'Italia och Tour de France. Han ville vinna Giro d'Italia till sin mammas ära, men en dålig mage stoppade honom från att segra. Han bar den rosa ledartröjan under flera etapper av tävlingen men på den trettonde etappen förlorade han den på grund av magproblem. På den fjortonde etappen tappade han fyrtio minuter på sina värsta konkurrenter. Han blev dock frisk senare under loppet och kom tillbaka starkt med två etappsegrar i slutet av Girot, bland annat en tempoetapp, en disciplin som tidigare inte varit en av hans starkaste sidor som cyklist. 
I Tour de France 2005 blev Basso totaltvåa efter Lance Armstrong. Han började tävlingen svagt på den första bergsetappen men under resten av tävlingen var han den ende cyklisten som kunde följa med Lance Armstrong i bergen. Efter Tour de France förlängde han kontraktet med sitt danska stall till säsongen 2008.
Under säsongen 2006 ville Ivan Basso återigen försöka vinna både Giro d'Italia och Tour de France. Skulle han lyckas med denna bravad skulle han bli den förste att klara det sedan Marco Pantani gjorde det 1998. Han började Giro d'Italia bra på det första tempoloppet och vann tillsammans med sina stallkamrater i Team CSC lagtempoloppet på etapp 5. Hans första soloseger kom på den åttonde etappen, den första etappen som slutade i en bergsstigning, där han attackerade Damiano Cunego och fortsatte till toppen själv. Segern gjorde att han fick bära den rosa ledartröjan som han behöll till slutet och vann tävlingen i överlägsen stil. Basso vann framför spanjoren José Enrique Gutiérrez med 9 minuter och 18 sekunder vilket blev den största tidsskillnaden i tävlingens slutsammandrag sedan 1965. Han kunde därför försöka fullfölja sin tanke på att vinna både Giro d'Italia och Tour de France under samma år.

### Operación Puerto och Tour de France 2006
Med Tour de France 2006 som nästa mål var dock konkurrensen hårdare. Bland annat tysken Jan Ullrich väntade på chansen att kliva ut ur Armstrongs skugga. Men bara några dagar innan starten av Tour de France 2006 blev Ivan Basso avstängd av sitt stall Team CSC efter att ha utpekats i en dopningsaffär kallad Operación Puerto och missade därmed möjligheten att vinna både Girot och Touren samma år. Flera andra cyklister fick resa hem, inklusive Jan Ullrich, på grund av misstankarna. Enligt undersökningen som ledde till misstankarna hade Basso givit blod för bloddopning till doktorn Eufemiano Fuentes.
Rykten sade att Discovery Channel Pro Cycling Team ville anställa italienaren om han inte skulle bli avstängd. Men Team CSC sade senare att italienaren fick återvända till stallet, men han var tvungen att bevisa att han inte hade haft kontakt med Fuentes. Det tog ända till den 29 oktober 2006 innan UCI friade honom. Några dagar tidigare hade Team CSC berättat att Basso skulle lämna dem.

### Discovery Channel Pro Cycling Team
Lance Armstrong förklarade den 8 november 2006 för La Gazzetta dello Sport att Ivan Basso skulle köra tre år för Discovery Channel Pro Cycling Team. Under Tour of California 2007 cyklade Basso i samma lag som Levi Leipheimer. Han cyklade också Tirreno-Adriatico, men kraschade.

### Erkännandet
I slutet av april 2007 valde Basso själv att avsluta sitt kontrakt med stallet eftersom den italienska olympiska kommittén (CONI) återigen tagit upp de italienska cyklisternas fall i Operación Puerto. Han hade då tidigare blivit avstängd från att cykla på grund av öppnandet av fallet. Han fortsatte dock att neka till att ha dopat sig. Ytterligare några dagar senare erkände han inblandning i dopningshärvan den 8 maj 2007, men sade samtidigt att han aldrig tidigare hade dopat sig. Blodet i påsarna var enligt Basso till för att vinna Tour de France 2006, och menade att han inte hade varit dopad då han vann Giro d'Italia. Han medgav dock att han hade tänkt dopa sig inför Tour de France 2006.
Den 15 juni 2007 blev Ivan Basso avstängd i två år. Den tid som han varit avstängd under sin tid med Team CSC och Discovery Channel räknades också in varför avstängningen upphörde att gälla den 25 oktober 2008.

### Efter avstängningen
Ivan Basso startade säsongen 2009 i januari då han körde den argentinska tävlingen Tour de San Luis, där han slutade på femte plats i slutställningen. 
I mars 2009 slutade Ivan Basso trea på etapp 6 av Tirreno-Adriatico bakom landsmännen Michele Scarponi och Stefano Garzelli. Han slutade tävlingen på femte plats bakom Scarponi, Garzelli, Andreas Klöden och Thomas Lövkvist. En månad senare slutade han tvåa på etapp 2 av Giro del Trentino bakom polacken Przemyslaw Niemiec. Giro del Trentino avgjordes på den sista etappen och efter den stod det klart att Basso hade vunnit tävlingen framför Janez Brajkovic och Niemec. 
Basso slutade på fjärde plats på etapp 5 av Giro d’Italia 2009 bakom Denis Mensjov, Danilo di Luca och Thomas Lövkvist. Han slutade också på fjärde plats på etapp 16. Basso slutade efter det femma på etapperna 17 och 19. Resultaten ledde till att Basso slutade tävlingen på en sammanlagd femte plats bakom Mensjov, di Luca, Franco Pellizotti och  Carlos Sastre. Basso slutade senare på fjärde plats på Trofeo Melinda. 
På etapp 13 av Vuelta a España 2009 slutade italienaren på femte plats bakom David Moncoutié, Ezequiel Mosquera, Alejandro Valverde och Robert Gesink. Basso slutade tävlingen på fjärde plats bakom Valverde, Samuel Sanchez och Cadel Evans. Säsongen 2009 avslutade han med en tredje plats på uppvisningsloppet Coppa Lella Mentasti-GP Città di Stresa bakom Marco Pinotti och Alessandro Raisoni.
Han vann Giro d'Italia 2010 framför David Arroyo och Vincenzo Nibali, och tog därmed sin andra seger i det italienska etapploppet.
Basso anslöt sig inför 2015 års säsong till stallet Tinkoff-Saxo.

## Stall
- Riso Scotti-Vinavil 1999
- Amica Chips-Tacconi Sport 2000
- Fassa Bortolo 2001–2003
- Team CSC 2004–2006
- Discovery Channel 2007
- Team Liquigas 2008–2014
- Tinkoff-Saxo 2015–